# Alive! (Snot)
Alive! è un album degli Snot registrato dal vivo nel maggio 1998 e pubblicato nel 2002 dopo la morte del cantante Lynn Strait. La traccia numero 12 è l'unica ad essere stata registrata in studio.
L'album ha raggiunto la posizione numero 12 nella classifica Heatseekers di Billboard.

## Tracce
1. Intro - (0:40)
2. Snot - (3:53)
3. Joy Ride - (2:43)
4. I Jus' Lie - (3:56)
5. Stoopid - (4:00)
6. The Box - (3:25)
7. Snooze Button - (5:06)
8. Absent - (4:44)
9. Deadfall - (2:27)
10. Get Some - (5:43)
11. Tecato - (6:20)
12. Choose What? - (3:20) (registrata in studio)
13. Joy Ride (traccia multimediale) - (7:50)

## Formazione
- Lynn Strait - voce
- Sonny Mayo - chitarra
- Mike Doling - chitarra
- John Fanestock - basso
- Jamie Miller - batteria